# Wachtendonk

Wachtendonk est une commune de Rhénanie-du-Nord-Westphalie (Allemagne), située dans l'arrondissement de Clèves, dans le district de Düsseldorf.

## Personnalité liée à la commune
- Willem van Wachtendonk, fils bâtard de Renaud IV de Gueldre, seigneur de Wachtendonk au début du XVe siècle